# David Martin (tennisser)
David Martin (Tulsa, 22 februari 1981) is een tennisspeler uit de Verenigde Staten. Hij is voornamelijk actief in het herendubbeltennis.
Martin speelde voor zijn profcarrière college-tennis in de Verenigde Staten.In 1998 won hij met K. J. Hippensteel het dubbelspeltoernooi voor junioren op de US Open.
Martin behaalde zes finales in het dubbelspel waarvan hij er vijf verloor, waaronder de finale van de Aircel Chennai Open in 2011 waarin hij samen met Robin Haase ten onder ging in de supertiebreak tegen het Indiase duo Mahesh Bhupathi en Leander Paes.

## Overwinningen dubbelspel (1)
| Legenda                                                       |
| Grand Slam (0)                                                |
| Tennis Masters Cup / ATP World Tour Finales (0)               |
| ATP-Masters Series / ATP World Tour Master 1000 (0)           |
| ATP International Series Gold / ATP World Tour 500 Series (0) |
| ATP International Series / ATP World Tour 250 Series (1)      |

| No. | Datum            | Toernooi                            | Ondergrond | Partner      | Tegenstanders in finale | Score in finale | Details |
| 1.  | 24 februari 2008 | SAP Open San José, Verenigde Staten | Hardcourt  | Scott Lipsky | Bob Bryan Mike Bryan    | 7–6, 7–5        | Details |

## Prestatietabel grand slam
| Legenda | Legenda                          |
| ------- | -------------------------------- |
| g.t.    | geen toernooi gehouden           |
| l.c.    | lagere categorie                 |
| –       | niet deelgenomen                 |
| G       | uitgeschakeld in de groepsfase   |
| 1R      | uitgeschakeld in de eerste ronde |
| 2R      | uitgeschakeld in de tweede ronde |
| 3R      | uitgeschakeld in de derde ronde  |
| 4R      | uitgeschakeld in de vierde ronde |
| KF      | uitgeschakeld in de kwartfinale  |
| HF      | uitgeschakeld in de halve finale |
| F       | de finale verloren               |
| W       | het toernooi gewonnen            |
| w-v     | winst/verlies-balans             |

Martin speelde tot en met 2011 niet in het enkelspel op een grandslamtoernooi.
Dubbelspel
| Toernooi        | 1998 | 2007 | 2008 | 2009 | 2010 | 2011 |
| --------------- | ---- | ---- | ---- | ---- | ---- | ---- |
| Australian Open | –    | –    | 2R   | 1R   | –    | –    |
| Roland Garros   | –    | –    | 2R   | 1R   | –    | –    |
| Wimbledon       | –    | 3R   | 1R   | 1R   | –    | 1R   |
| US Open         | 1R   | –    | 1R   | 1R   | 1R   | 1R   |